# 霍山 (龙川县)
霍山，位于中国广东省河源市龙川县田心镇。以丹崖、奇岩闻名，被认为“广东七大名山之一”，是为广东省森林公园、中华人民共和国国家3A级风景区。

## 自然风光
霍山属丹霞地貌，有峰峦372座，悬崖、怪石交错，地势险峻。

## 文化
秦末汉初，学者霍龙拒绝当局出仕之请，居于龙川一山，结庐讲学，传播先进的中原文化，后人为纪念此人，将此山命名为霍山。后世文人，如唐代诗人曹松，宋代苏轼、苏辙兄弟，明翰林学士钱习礼，清屈大均等曾在此留下墨迹，吟咏霍山。